# Marrubium heterodon
Marrubium heterodon là một loài thực vật có hoa trong họ Hoa môi. Loài này được (Benth.) Boiss. & Balansa mô tả khoa học đầu tiên năm 1859.